# Homomorfizmus
A matematikában, különösképpen az absztrakt algebrában, homomorfizmusnak nevezünk minden művelettartó leképezést két algebrai struktúra között.
Így egyebek mellett homomorfizmus egy rendezéstartó leképezés, egy lineáris transzformáció, vagy egy csoporthomomorfizmus. Két algebrai struktúrát homomorfnak, olykor hasonlónak nevezünk, ha létezik köztük homomorfizmus. Ezt gyakran a {\displaystyle \simeq } szimbólummal jelöljük.
A homomorfizmus valamilyen primitív struktúraosztály egy tagján (valamely konkrét struktúrán) alkalmazva, általában megőrzi a primitív osztályt (a struktúra képstruktúrája is ugyanazon primitív osztályba tartozik), vagyis pl. egységelemes csoport homomorf képe egységelemes csoport. A konkrét struktúra azonban megváltozhat (a kép nem feltétlenül izomorf az eredetivel).

## Definíció
Legyen adott két struktúra {\displaystyle (A,R_{1},R_{2},\ldots ,R_{n})} és {\displaystyle (B,R'_{1},R'_{2},\ldots ,R'_{n})}. Ekkor
{\displaystyle \Phi :A\rightarrow B}
homomorfizmus, ha valamely {\displaystyle (a_{1},\ldots ,a_{k})\in R_{i}}, akkor {\displaystyle (\Phi a_{1},\ldots ,\Phi a_{k})\in R'_{i}}, azaz, ha az A struktúrában valamely elemek közt valamilyen reláció áll fenn, akkor ezen elemeik képei a B struktúrában is a megfelelő relációban állnak. Az alap és a képhalmaz viszonyát fejezik ki a következő elnevezések:
- Ha {\displaystyle \Phi } bijekció, és inverze is homomorfizmus, izomorfizmus, és ekkor azt mondjuk A és B izomorfak, jelben: {\displaystyle A\cong B}. Ez igen fontos algebrai reláció, ugyanis az izomorf struktúrák algebrai szemszögből nézve ugyanolyanok, per definitionem ugyanúgy kell bennük számolni.
- Ha {\displaystyle \Phi } szürjektív, epimorfizmus, ekkor B homomorf képe A-nak.
- Ha {\displaystyle \Phi } injektív, monomorfizmus, vagy beágyazás.
- Ha {\displaystyle B\subset A}, {\displaystyle \Phi } endomorfizmus.
- Azokat az endomorfizmusokat, amik egyúttal izomorfizmusok is, automorfizmusoknak nevezzük.

Az egyes struktúrák közti homomorfizmusok elnevezései:
- A rendezett és a részbenrendezett halmazok közötti homomorfizmusok a rendezéstartó relációk.
- A csoportok közti homomorfizmusok a csoporthomomorfizmusok.
- A gyűrűk közti homomorfizmusok a gyűrűhomomorfizmusok. Speciális gyűrűhomomorfizmusok a könnyen rendszerezhető testhomomorfizmusok, amelyek testek között hatnak.
- A vektorterek közötti homomorfizmusok a lineáris leképezések.
- A modulusok közti homomorfizmusok a modulushomomorfizmusok.
- Az algebrák közti homomorfizmusok az algebrahomomorfizmusok.
- És végül a kategóriák közti homomorfizmusok a funktorok.

## Mag, faktorstruktúra
Egy A algebrai struktúrán értelmezett {\displaystyle \varphi } homomorfizmus ekvivalenciarelációt definiál a struktúra elemei között: {\displaystyle a\sim b}, ha {\displaystyle \varphi (a)=\varphi (b)}. Ezt az ekvivalenciarelációt a homomorfizmus magjának (kernelének) nevezzük, és {\displaystyle \mathrm {Ker} \varphi }-vel jelöljük. Minden homomorfizmust meghatároz a magja. Tekintsük azt a {\displaystyle \psi } hozzárendelést, ami A minden elemeihez az őt tartalmazó ekvivalenciaosztályt rendeli, és az ekvivalenciaosztályokon úgy definiáljuk a relációkat, hogy ez a hozzárendelés homomorfizmus legyen, akkor az így definiált struktúrát a kernel által generált faktorstruktúrának nevezzük, amit {\displaystyle ^{A}/_{\mathrm {Ker} \varphi }} szimbólummal jelölünk. Ekkor könnyen ellenőrizhetően {\displaystyle \varphi \psi ^{-1}} izomorfizmus, tehát a homomorfizmus magja által generált faktorcsoport izomorf a homomorfizmus képével. Ez a homomorfizmustétel:
{\displaystyle ^{A}/_{\mathrm {Ker} \varphi }\,\cong \mathrm {Im} \varphi }.
Csoportokban, gyűrűkben, vektorterekben hagyományosan az egységelem illetve nullelem ősképét nevezzük a homomorfizmus magjának. De ez egyértelműen meghatározza az absztraktabb értelemben vett kernelt, lévén az {\displaystyle a\sim b}, ha létezik e eleme a magnak, hogy {\displaystyle ae=b} (csoportoknál) ekvivalenciareláció éppen a kernel. Ezek mindig részcsoportot illetve részgyűrűt alkotnak:
- Csoport olyan részcsoportját, ami homomorfizmus magja lehet, normálosztónak nevezzük, Abel-csoport minden részcsoportja normálosztó.
- Gyűrű olyan részgyűrűjét, ami homomorfizmus magja lehet, ideálnak nevezzük. Testeknek csak két triviális ideálja van, a nullelem és a teljes test, így minden nemtriviális testhomomorfizmus automorfizmus.
- Vektortér minden altere lehet lineáris leképezés magja. A lineáris algebrában a homomorfizmustétel következménye a dimenziótétel.

## Példák
- A szimmetrikus csoportban minden permutációhoz az előjelét rendelve homomorfizmust kapunk, aminek a magját a páros permutációk képzik, a faktorcsoportja pedig a kételemű ciklikus csoporttal izomorf.
- Az egészek gyűrűjében minden számhoz az n szerinti maradékosztályát rendelve homomorfizmust kapunk, az általa képzett faktorgyűrű a mod n számok gyűrűje, aminek az additív csoportja {\displaystyle Z_{n}} az n-edrendű ciklikus csoport.